# Lieberose

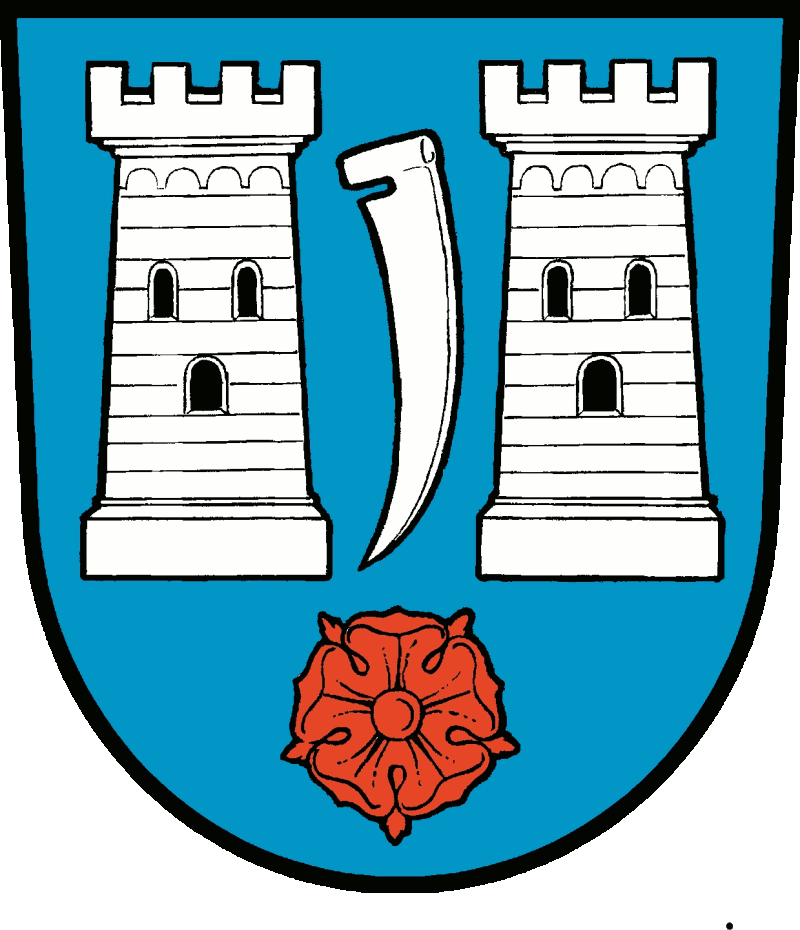
Blason de la ville

Lieberose est une ville de Brandebourg (Allemagne), située dans l'arrondissement de Dahme-Forêt-de-Spree. Elle est située à 25 km au nord de Cottbus.
Elle est située dans la lande de Lieberose, un ancien site d'entraînement militaire reconverti en pinèdes.
Sa superficie est de 72,51 km2 pour une population de 1 573 habitants avec une densité de 22 hab/km2 (2006).

## Géographie
Le désert de Lieberose, la plus grande zone désertique d'Allemagne, est située non loin de Lieberose.

## Histoire
Au cours de la Seconde Guerre mondiale, un sous-camp du camp de concentration de Sachsenhausen se trouve dans cette ville.
Le sous-camp, nommé KL Lieberose, a été un camp de travail pour le point d'appui de la SS-Division "Kurmark". La SS-Division "Kurmark" était située dans Lieberose et ses environs. Dans la planification à long terme, le camp devait accumuler la plus grande zone d'entraînement militaire pour la Waffen-SS en Europe. Au début de 1945, plusieurs centaines de juifs décèdent à la suite de marches de la mort
Après la Seconde Guerre mondiale, il a été un camp de prisonniers pour les services secrets soviétiques (NKGB).